# Rezerwat przyrody Popówka
Popówka – faunistyczny rezerwat przyrody w gminie Miączyn, w powiecie zamojskim, w województwie lubelskim. Znajduje się w zasięgu terytorialnym Nadleśnictwa Strzelce, ale poza jego gruntami.
- położenie geograficzne: Kotlina Hrubieszowska[2] lub Działy Grabowieckie[4]
- powierzchnia (dane z nadleśnictwa oraz według aktu powołującego): 53,71 ha[1][3]
- rok utworzenia: 1988
- dokument powołujący: Zarządzenie Ministra Ochrony Środowiska i Zasobów Naturalnych z dnia 17 listopada 1988 roku w sprawie uznania za rezerwat przyrody (MP nr 32, poz. 292).
- cel ochrony (według aktu powołującego): zachowanie kolonii susła perełkowanego oraz siedlisk rzadkich i chronionych gatunków ptaków i ssaków[1].

Rezerwat nie posiada obowiązującego planu ochrony. Jego obszar objęty jest ochroną czynną.
W zbliżonych granicach powołano specjalny obszar ochrony siedlisk sieci Natura 2000 „Popówka” PLH060016, który zajmuje powierzchnię 55,7 ha.